# Jevhen Selin
Jevhen Serhijovyč Selin (in ucraino Євген Сергійович Селін?; in russo Евгений Сергеевич Селин?, Evgenij Sergeevič Selin; Novoajdar, 9 maggio 1988) è un ex calciatore ucraino, di ruolo difensore.

## Carriera

### Club
Dopo aver giocato nel Metalist, nel 2010 si trasferisce al Vorskla, con il quale disputa 74 gare e mette a segno 6 gol in campionato. Nella sessione invernale di calciomercato della stagione 2012-2013 passa insieme al compagno di squadra Roman Bezus alla Dinamo Kiev. Il 15 luglio 2021 ha firmato un contratto di un anno con il Desna Černihiv nella Prem"jer-liha.

### Nazionale
Ha giocato nella nazionale ucraina Under-21.
Nel 2011 debutta con la nazionale ucraina.

## Statistiche
Statistiche aggiornate al 6 Novembre 2023.

### Presenze e reti nei club
| Stagione        | Squadra         | Campionato      | Campionato | Campionato | Coppe nazionali | Coppe nazionali | Coppe nazionali | Coppe continentali | Coppe continentali | Coppe continentali | Altre coppe | Altre coppe | Altre coppe | Totale | Totale | Totale |
| Stagione        | Squadra         | Comp            | Pres       | Reti       | Comp            | Pres            | Reti            | Comp               | Pres               | Reti               | Comp        | Pres        | Reti        | Pres   | Reti   |        |
| --------------- | --------------- | --------------- | ---------- | ---------- | --------------- | --------------- | --------------- | ------------------ | ------------------ | ------------------ | ----------- | ----------- | ----------- | ------ | ------ | ------ |
| 2021-2022       | Desna Černihiv  | PL              | 15         | 0          | CU              | 1               | 0               |                    | -                  | -                  |             | -           | -           | 16     | 0      |        |
| Totale carriera | Totale carriera | Totale carriera | 15         | 0          |                 | 1               | 0               |                    | 0                  | 0                  |             | -           | -           | 16     | 0      |        |

## Palmarès

### Club

#### Competizioni nazionali
- Prem"jer-liha: 1

Dinamo Kiev: 2014-2015
- Kubok Ukraïny: 2

Dinamo Kiev 2013-2014, 2014-2015
- Kubok Ukraïny: 1

Anorthosis 2020-2021